# Speicherstadt
A Speicherstadt (magyarul kb. Raktárváros) egy városi negyed Hamburgban az Elba partján. A 19. században vámraktáraknak épített épületek az 1950-es évekig eredeti funkciójukat töltötték be. A kereskedelmi hajózás átalakulásával a vámraktárak elnéptelenedtek, ezért a város döntést hozott az épületek átalakításáról. A Raktárvárosban ma irodák, bankok, galériák és exkluzív lakások találhatóak. A negyed átalakítása fontos része a HafenCity projektnek.

## Fekvése

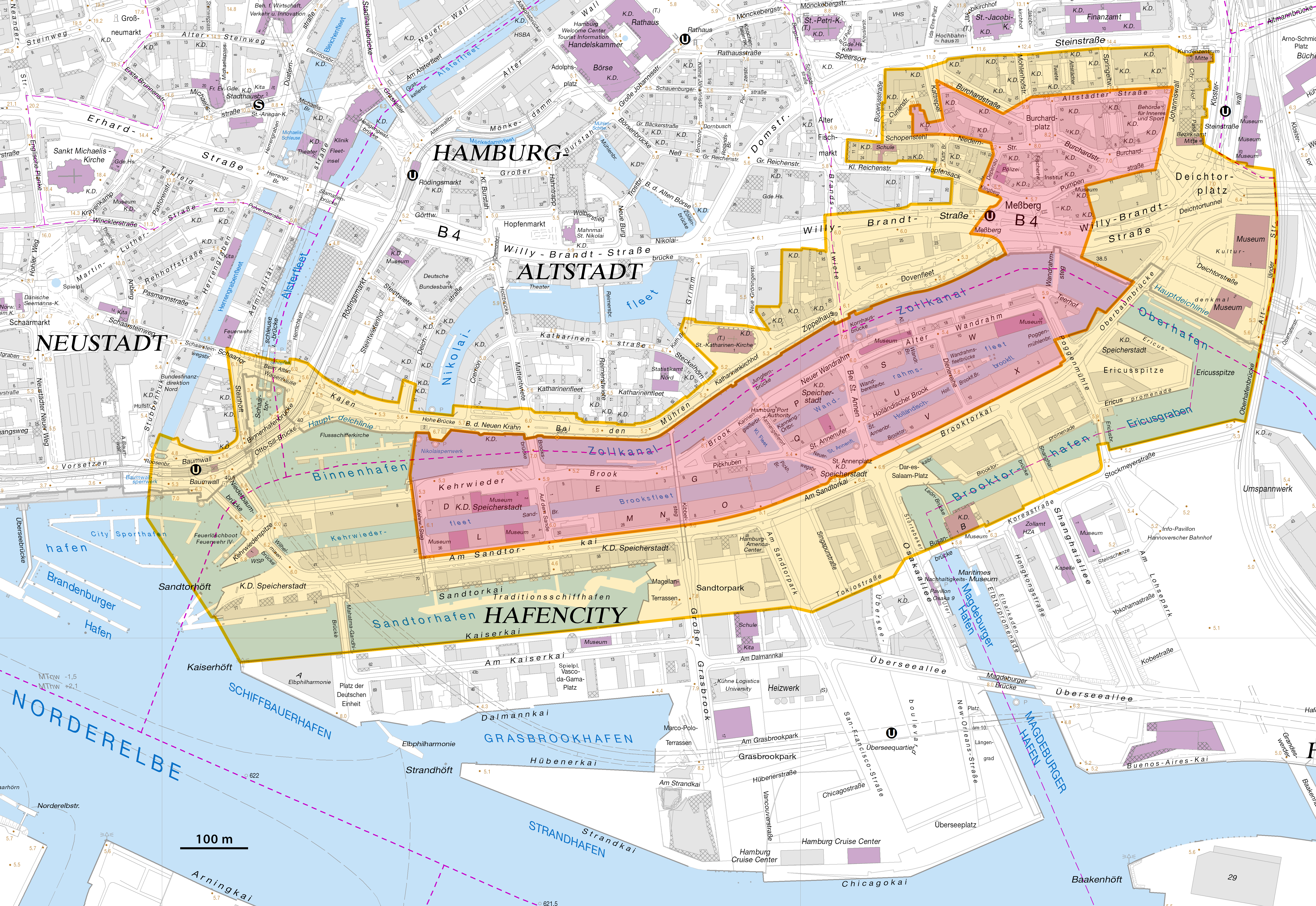
A hamburgi világörökségi helyszín térképe (vörössel kiemelve)

A Raktárváros Hamburg központjától keletre, a Norderelbe északi partján, egy 1,5 km hosszú és 200-250 méter széles szigetén fekszik. A szigetet a Binnenhafen (kb. Belső kikötő), a Zollkanal (Vámcsatorna) és az Oberhafen (Felső-Kikötő) választja el az óvárostól.

## Története

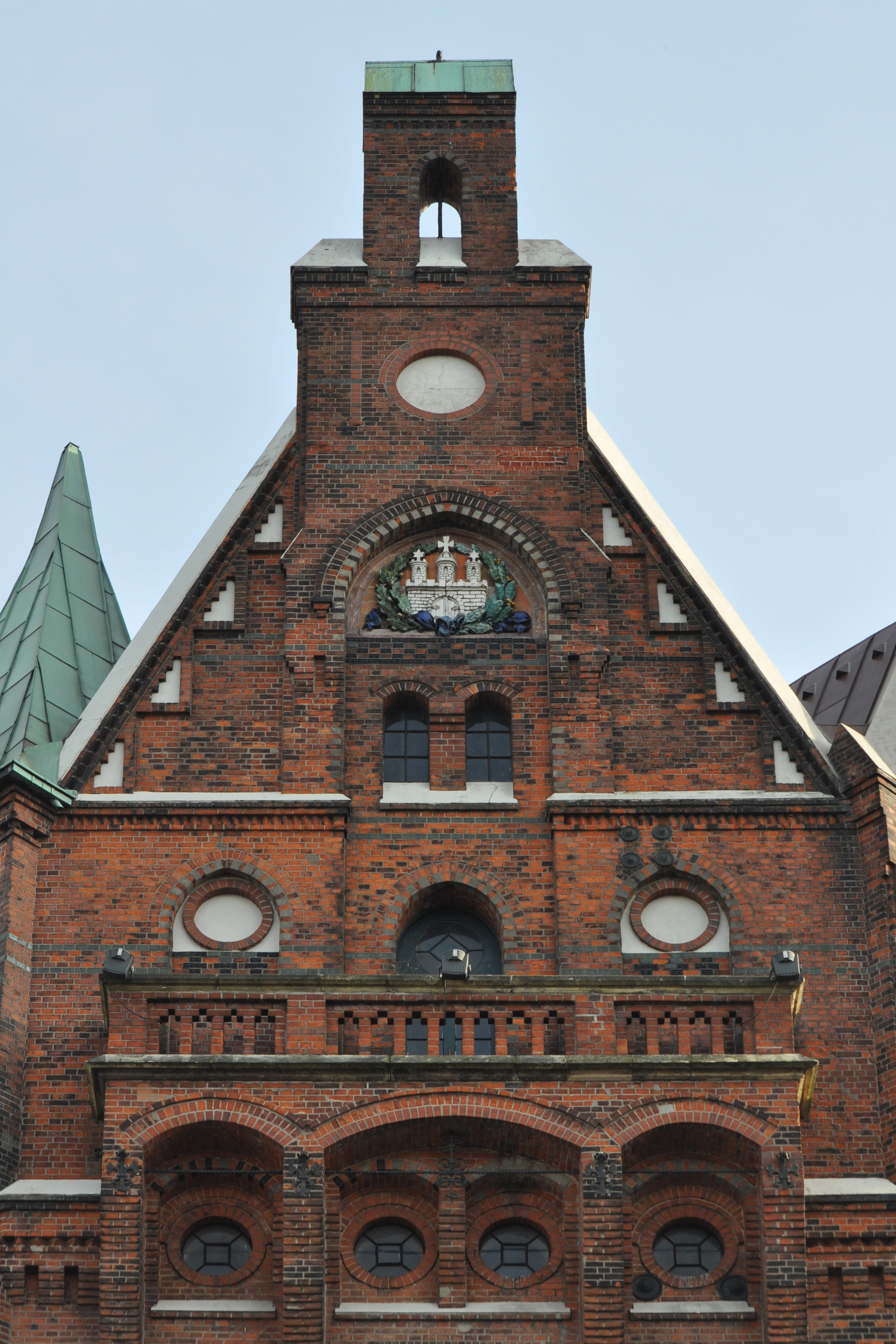
Egy ház részlete

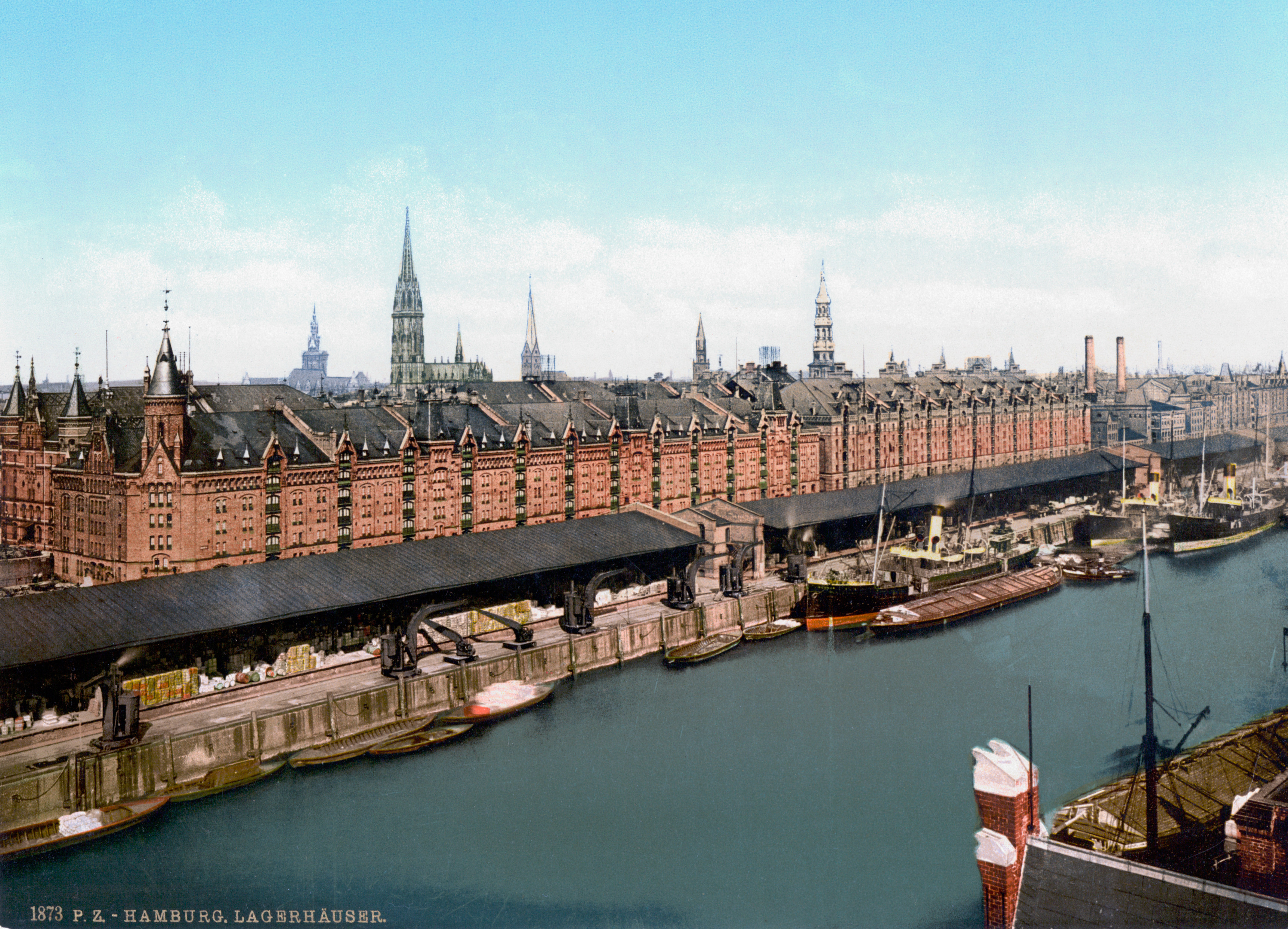
A Raktárváros 1890-ben

A terület korábban a hamburgi város festői negyede volt apró házakkal, szűk utcákkal és csatornákkal. A hatalmas raktárnegyed építését a várost vezető kereskedő- és polgárréteg kényszerítette ki, mivel attól tartottak, hogy a német vámrendszer tönkreteszi vállalkozásaikat. Ez a városrész azonban nem tartozott Németország vámterületéhez, hanem a vámszabad kikötő része volt.
1883-ban az Elba Kehrwieder, Brook és Wandrahm nevű szigetein épült házak bontásával elkezdődött a Raktárváros építése. Mintegy 20 000 embernek állami támogatás nélkül kellett új lakhelyet találnia.
A neogótikus stílusban felhúzott épületek egyik oldalán a rakpartok, másik oldalán a szállítóutak húzódtak. Az ötszintes épületekben többek között a gyarmatokról érkező nagy tömegű fűszert, teát, kávét raktározták. A rakpartokra kirakott árut darukkal húzták fel a raktárak felsőbb szintjeire. (Az Elbán levonuló árvizek vagy vihardagályok miatt az alsóbb szinteken árut nem tároltak.) Az egyes raktárakat különböző áruféleségek fogadására specializálták. Az itt dolgozó raktárosok szakterületük valóságos tudorai voltak, feladatuk a raktározás és őrzés mellett a minőség-ellenőrzés is volt.
A konténerek elterjedésével a raktárvárost egyre kevesebbet használták. A fűszerekkel és teával foglalkozó cégek a konténerterminálok közelébe költöztek, a Raktárváros fokozatosan kiürült. 1991-ben a városrészt műemlékké nyilvánították.
Ma a városrészben bankok, hajózási ügynökségek, művészeti galériák és múzeumok vannak. 2006 óta itt van a Hamburgi Kikötőhatóság székhelye és a Miniatur Wunderland is.